# Henri Turot
Pour les articles homonymes, voir Turot.
Henri Turot, né le 24 février 1865 à Bar-sur-Aube et mort le 3 juin 1920 dans le 16e arrondissement de Paris, est un journaliste français.
Il a collaboré au Journal et à La Petite République, par ailleurs député socialiste et conseiller municipal de Paris. La rue Henri-Turot, dans le 19e arrondissement de Paris est nommée d'après lui.

## Biographie
Ancien élève du collège Stanislas, il devient journaliste. Avec ses anciens condisciples du collège Stanislas, Marcel Sembat et Henri Pellier, il rachète en 1892 La Petite République, premier quotidien accueillant tous les courants socialistes, dont Marcel Sembat assure la direction jusqu'au 19 juillet 1893, laissant ensuite la place à Alexandre Millerand. Ce dernier est aussi rédacteur en chef de La Lanterne, à laquelle Turot collabore également : à l'automne 1898, en pleine affaire Dreyfus (lors de laquelle Turot a rejoint le camp dreyfusard), un de ses articles provoque une tentative d'assassinat contre le secrétaire de rédaction du journal et lui vaut d'être blessé en duel par le député antidreyfusard Paulmier.
Photographe amateur, il réalise en 1899 un voyage en Indochine par la route, en pousse-pousse, à dos d’éléphant, ou en palanquin, puis par le train entre Hanoi, Lang Son et la Chine, jusqu’à Lan Tchéou pendant lequel il prend une série de clichés noir et blanc. Le gouverneur général de l'Indochine Paul Doumer le charge de rencontrer le maréchal Sou, pour identifier les ressources naturelles du pays et la possibilité d’y installer des industries. 
En 1901, avec son confrère Gaston Stiegler du Matin, il devient une figure emblématique des reportages auto-promotionnels sur des événements créés de toutes pièces pour la publicité d'un ou plusieurs journaux, comme des courses automobiles ou des courses de vélo : tous deux font le pari de réitérer l’exploit de Philéas Fogg et même  d’améliorer son record de quatre-vingts jours.
Henri Turot s'implique ensuite dans la création en 1904 à Paris de L'Agence Radio, avec Jean Galmot, Marius Gabion et Gabriel Astruc. Lors de la Première Guerre mondiale, Aristide Briand, responsable du Quai d'Orsay et désireux de rallier la Grèce aux alliés, l'introduit auprès du riche armateur grec pro-vénizéliste, Basil Zaharoff. Henri Turot se tourne alors  vers la Grèce et prend le relais des premières tentatives lancées par le directeur de l'École française, Gustave Fougères et le colonel Braquet, conseiller militaire pour fournir à la presse grecque amie des articles sur les causes de la guerre et la responsabilité de l'Allemagne, puis diffuser la propagande française en Grèce. Le Quai d'Orsay lui confie une mission à Athènes en décembre 1915, dotée d'un budget de 350 000 francs. Il réussit à établir la collaboration de Venizélos avec le gouvernement français pour diffuser la propagande française dans l'armée grecque et dans la presse. Venizélos met alors sur pied un comité de propagande avec le soutien de plusieurs de ses riches partisans, parmi lesquels Basil Zaharoff. 
Il est l'un des membres d'honneur de la Société Nationale des Beaux Arts en 1913.
Zaharoff s'étant désintéressé de l'Agence après la chute de Venizelos en novembre 1920, elle fut soutenue pendant quelque temps par Jean Galmot. Georges Clemenceau s'oppose rapidement à Basil Zaharoff et juge le directeur de l'Agence Radio Henri Turot trop pacifiste. L'agence tombe alors sous la coupe de l'Agence Havas.

## Publications
- En Amérique Latine, Vuibert et Nony Éditeurs, 1908, Paris